# بيرني إبيني إساي
بيرني إبيني إساي (بالإنجليزية: Bernie Ibini-Isei)‏ (12 أكتوبر 1992 ببورت هاركورت في نيجيريا - ) هو لاعب كرة قدم نيجيري وأسترالي في مركز الهجوم لعب سابقاً في نادي الإمارات . شارك مع منتخب أستراليا تحت 20 سنة لكرة القدم ومنتخب أستراليا الوطني لكرة القدم تحت 23 سنة ومنتخب أستراليا لكرة القدم. أما مع النوادي، فقد لعب مع سنترال كوست مارينرز وسيدني إف سي ونادي كلوب بروج ونادي مجموعة شانغهاي الدولية للموانئ ونادي بلاكتاون سيتي.

## وصلات خارجية
- بيرني إبيني إساي على موقع الاتحاد الدولي (مؤرشف)  (الإنجليزية)
- بيرني إبيني إساي على موقع دوري كوريا الجنوبية (الإنجليزية)
- بيرني إبيني إساي على موقع الدوري الأمريكي (الإنجليزية)
- بيرني إبيني إساي على موقع قاعدة بيانات كرة القدم.إي يو (الإنجليزية)
- بيرني إبيني إساي على موقع ناشيونال فوتبول تيمز (الإنجليزية)
- بيرني إبيني إساي على موقع Soccerbase.com (لاعب) (الإنجليزية)
- بيرني إبيني إساي على موقع Soccerway.com (الإنجليزية)
- بيرني إبيني إساي على موقع عالم كرة القدم.نت (الإنجليزية)